# الكنيسة المارونية في عكا
الكنيسة المارونية، هي كنيسة تابعة للطائفة المارونية، تقع في مدينة عكا في الداخل الفلسطيني، أنشأت عام 1751.

## موقع الكنيسة
تقع الكنيسة المارونية في الجزء الجنوبي لمدينة عكا في الداخل الفلسطيني، بجوار كنيسة القديس للروم الكاثوليك، وتعد من المعالم الدينية والأثرية للمدينة، رغم وجود قلة قليلة من الطائفة المارونية في عكا.

## تاريخ إقامة الكنيسة
يعود تاريخ إقامة المدينة إلى القرن السادس عشر ميلادي، لطائفة مسيحية تعرف باسم المارونية التي تعيش بغالبيتها اليوم في لبنان. استخدم المارونيون الكنيسة قبل إقامتها بشكل رسميّ ككنيسة تابعة للطائفة المارونية كعقدٍ يعود تاريخه إلى القرن الثاني عشر. عام 1741 قام خادم الكنيسة بهينو بإضافة أجزاء إلى المبنى، حتى عام 1751 بحيث أعلن عن إقامة الكنيسة المارونية بشكل رسميّ في عهد والي عكا ظاهر العمر أيام الدولة العثمانية، واستمر وجود هذه الكنيسة حتى اليوم.

## الرعية المارونية في عكا
إنّ عدد عائلات الجماعة المارونية في البلاد يبلغ نحو عشر ألاف ماروني من 71 عائلة مختلفة، قلة قليلة منها لا تزال موجودة في عكا حتى اليوم، عين الأب سامر زكنون خادمًا لها. يستخدم أبناء الرعية المارونية الكنيسة حتى يومنا لتأدية القداديس والصلوات والأعياد الدينية على مدار العام رغم وجود الكثير من العوائق التي تصعّب تأديتها كعدم وجود موقف خاص للكنيسة

## تضييقات على الكنيسة
تحاول السلطة المحلية في مدينة عكا السيطرة على الكنيسة وضمها إلى مسطّح المدينة العموميّ، وذلك باقتراح قدمه متعهد يهوديّ اسمه توماس فايدان الذي ادّعى الحقّ في ملكيّة المبنى المجاور للكنيسة وطالب بإقامته كمقهى وملهى ليليّ ومتنزه سياحيّ، إضافة إلى المطالبة بإشغال الغرف الأثرية المكتشفة أسفل رواق الكنيسة بما يخدم مستخدمي المبنى، وذلك بعد إجلاء السكان منه. يرفض مسيحيو عكا بجميع طوائفهم المساس بقدسيّة الكنيسة، خاصة وأنّ الغرف المحاذية للمبنى هي حجرات أثرية تابعة للكنيسة، ولا يمكن الاستفادة منها إلا لغايات دينية تتماشى مع قدسية الكنيسة. يجدر الذكر بأنّ هذا المخطط مدعوم من قبل بلدية عكا.